# Sistema alimentari sostenible
Un sistema alimentari sostenible és aquell capaç de generar i distribuir aliments i nutrients d'una manera sostenible econòmicament, socialment i ecològicament de forma que la producció i benefici de les generacions futures no queda compromesa.
Un sistema alimentari està format per una xarxa d'elements interconnectats que va des de les indústries productores com l'agricultura, la ramaderia i la pesca, tot passant pels medis de processament i distribució dels aliments fins a arribar al consumidor directe d'aquests. En un sistema alimentari sostenible l'objectiu és estructurar tot els elements d'aquesta xarxa perquè sigui capaç de produir i fer arribar aliments a la totalitat de la població alhora que el procés provoca un creixement de l'economia i té un impacte positiu o neutral amb el medi ambient. El canvi cap a una producció d'aliment sostenible podria ajudar a pal·liar parcialment efectes del canvi climàtic i assegurar la producció contra les conseqüències d'aquest.

## Descripció

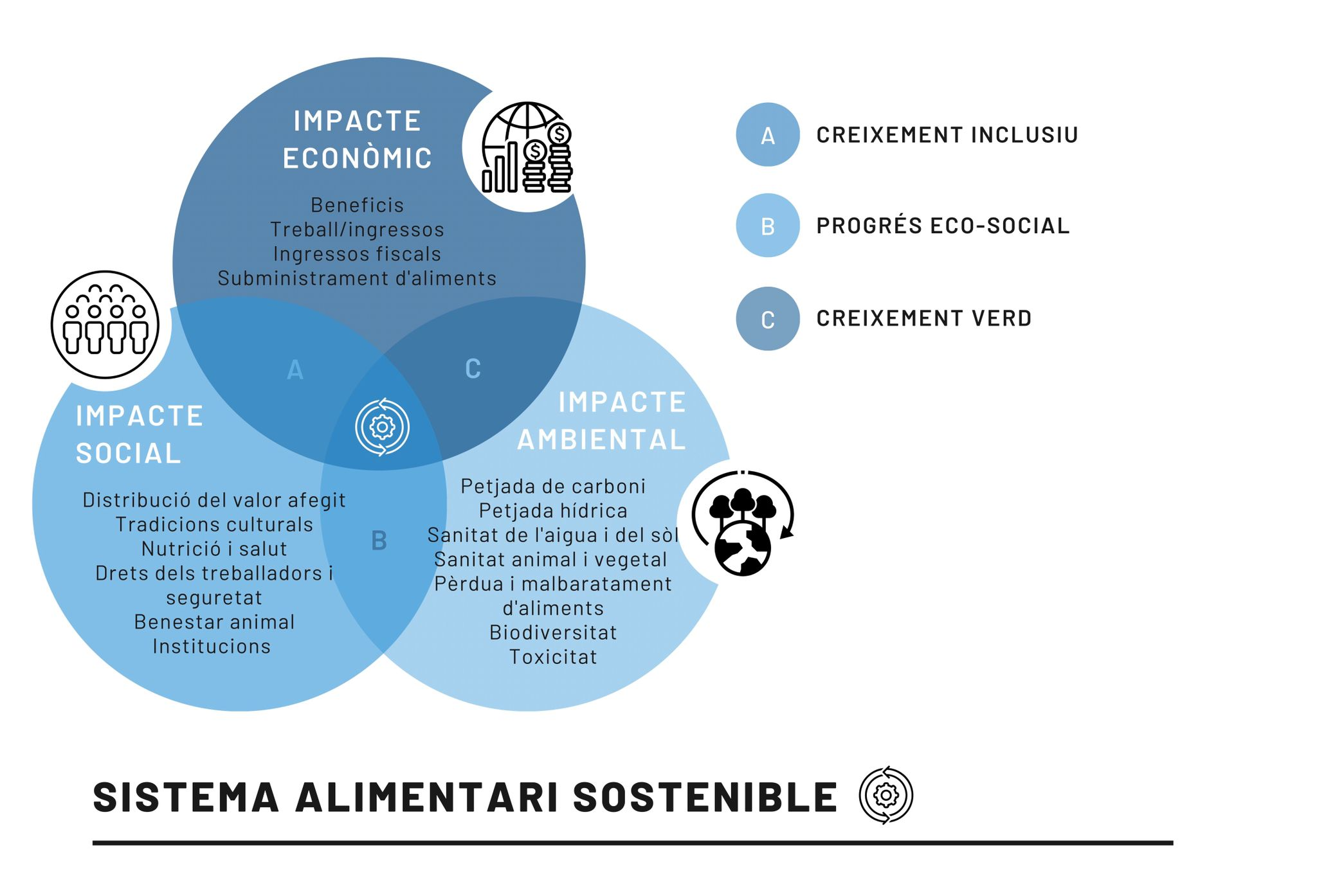
Esquema dels tres pilars d'un sistema alimentari i els beneficis teòrics resultat de la combinació dels diferentes conceptes.

Un sistema alimentari simplement engloba una cadena d'activitats que va des de la producció d'aliment fins al tractament dels residus generats per la seva consumició passant per tot el procés d'embalatge, processament industrial, distribució i més. Un sistema alimentari sostenible és quelcom més complex que comporta certs matisos en com aquests processos es gestionen i organitzen per tal d'assolir certs criteris de sostenibilitat. En general hi ha consens en aquests criteris, basant-se en la descripció donada per l'Organització de les Nacions Unides (ONU) s'entén com a sistema alimentari sostenible aquell capaç d'entregar menjar segur i nutritiu a la població tot sent respectuós amb els principis socials, econòmics i ecològics de les futures generacions per tal que puguin seguir generant aliments segurs i nutritius per a la seva població.

### Sostenibilitat econòmica
La sostenibilitat econòmica en sistema alimentari sostenible radica en la capacitat de treure benefici econòmic per part d'aquells productors, distribuïdors i altres treballadors que formen part de la xarxa del sistema alimentari. També inclou que aquest benefici sigui repartir de forma justa entre els participants i que l'estructura que forma tot el sistema alimentari sigui capaç de produir més diners i béns dels que necessita.

### Sostenibilitat social
La sostenibilitat social fa referència al fet que el funcionament del sistema alimentari proporciona béns per tots els individus de la societat sense malmetre la igualtat social dins i entre poblacions, ara i en un futur. Un sistema alimentari sostenible socialment lluita per la distribució igualitària dels aliments entre totes les diferents persones de manera que cobreix les necessitats bàsiques de totes les poblacions sense malmetre-les. També garanteix que la producció alimentaria no comporta esclavitud ni opressió cap a cap població o grup de persones, més aviat tot el contrari, ha de contribuir a construir una societat més justa i en la que els beneficis obtinguts de la producció d'aliments són distribuïts equitativament entre tots els membres de les diferents poblacions humanes.

### Sostenibilitat ecològica
La producció d'aliments consumeix recursos de l'ecosistema que la sosté. L'aire, l'aigua, el sòl i les espècies que viuen en els diversos ecosistemes, es veuen afectades, en major o menor mesura segons l'escala i mitjans de producció, pel sistema alimentari, alhora sostenen el mateix sistema i ens permeten la nostra subsistència. Un desgast continu comporta arribar a un punt de pocs recursos disponibles on és impossible mantenir els nivells de producció i és més complicat aconseguir aliments.
La sostenibilitat ecològica cerca establir un sistema de producció respectuós amb el medi que l'envolta i capaç de no superar la capacitat de recuperació d'aquest. També es té com a objectiu l'evolució del sistema alimentari cap a un més resilient, capaç d'assegurar certs nivells de producció en moments de sequera i condicions ambientals adverses. Actualment, amb el canvi climàtic, la sostenibilitat ecològica s'ha ficat en el centre com a objectiu a assolir.

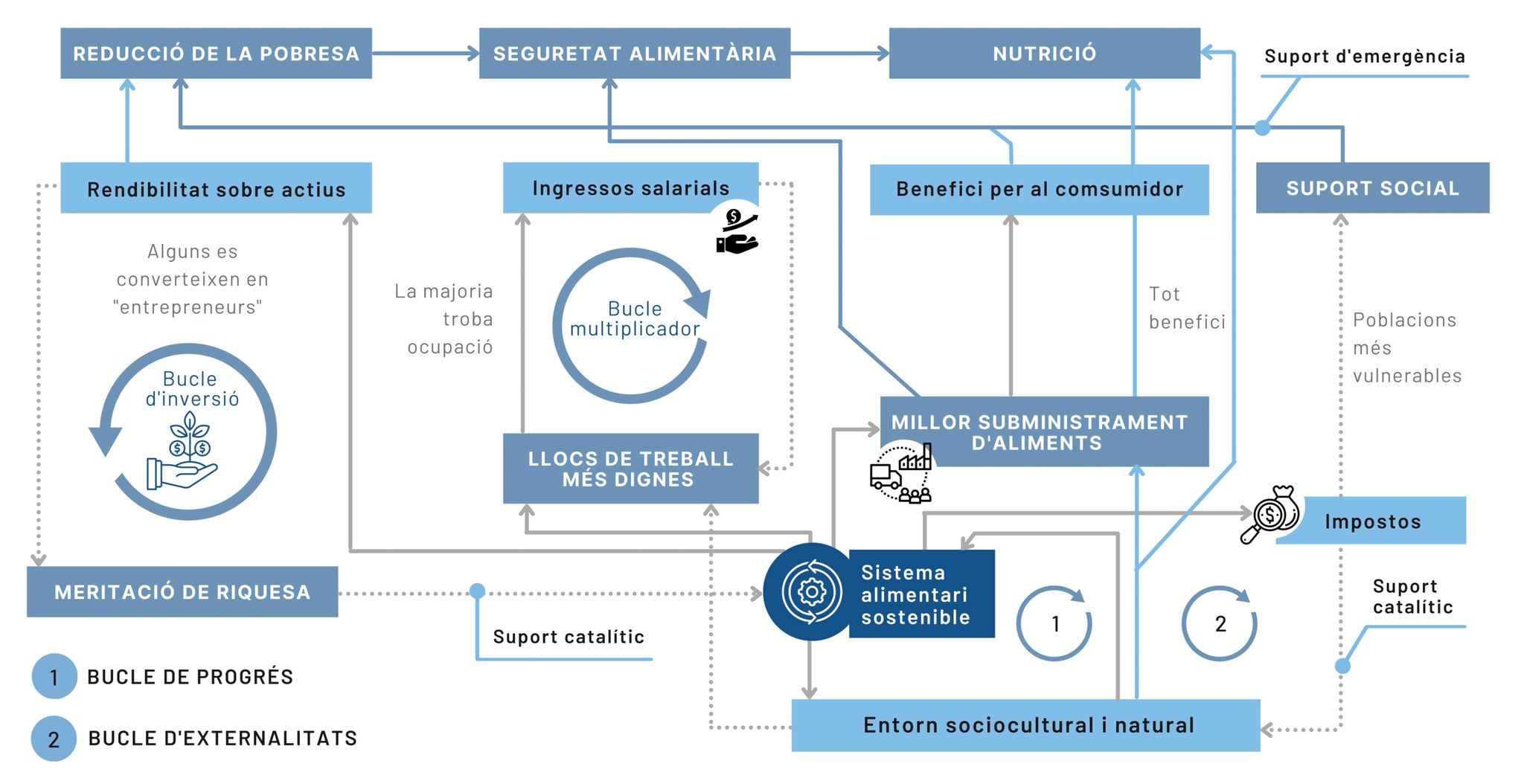
Dibuix esquemàtic dels beneficis generats per un sistema alimentari sostenible i com es reparteixen pels diferents sectors de la societat.

## Recursos en la producció alimentària
Durant l'últim segle la producció i accessibilitat als aliments per part de la població han patit una revolució a escala global, influenciada per la industrialització dels processos i l'aplicació de noves tecnologies i tècniques. Això ha permès arribar a uns nivells de producció capaços de generar quantitats d'aliments elevades a un preu baix, aconseguint-se així que gran part de la població arribés a nivells de nutrició saludables i, fins i tot, en les zones més riques del planeta, escollir dins d'una oferta molt ample. La producció alimentaria, però necessita de certs recursos finits però renovables. Actualment, a causa de les tècniques utilitzades, els aliments produïts i com els produïm, a més de causes externes al mateix sistema alimentari, la disponibilitat d'aquests recursos es troba amenaçada.

### Sòl
La superfície terrestre de la Terra engloba 14 mil milions hectàrees de les quals només 3 mil milions són terra llaurable. Aquesta àrea, a més, es troba en decreixement a causa dels canvis en el clima que erosionen el sòl. Més en concret, i que es calcula que es reduirà a la meitat per 2050. Un altre problema que afronta el sòl disponible per llaurar és la producció de fusta i biocombustibles, demanda que ha estat pujant en els últims anys i que ja entra en competència amb l'agricultura destinada a l'alimentació.
L'obtenció de més superfície per conrear significa envair i desplaçar ecosistemes naturals, la qual cosa afecta negativament a la biodiversitat i l'equilibri ecològic. S'ha demostrat, entre d'altres, que la destrucció de la biodiversitat i la invasió d'àrees anteriorment naturals per part de l'agricultura augmenta la probabilitat d'aparició de brots de malalties per zoonosi.
En resum, la gestió del sòl és complexa i comporta considerar diversos àmbits no només l'alimentació. Per reduir la pressió i la necessitat de terra llaurable per part de l'agricultura hi ha diverses tècniques estudiades que mostren resultats molt interessants a petita escala.

#### Agroforesteria

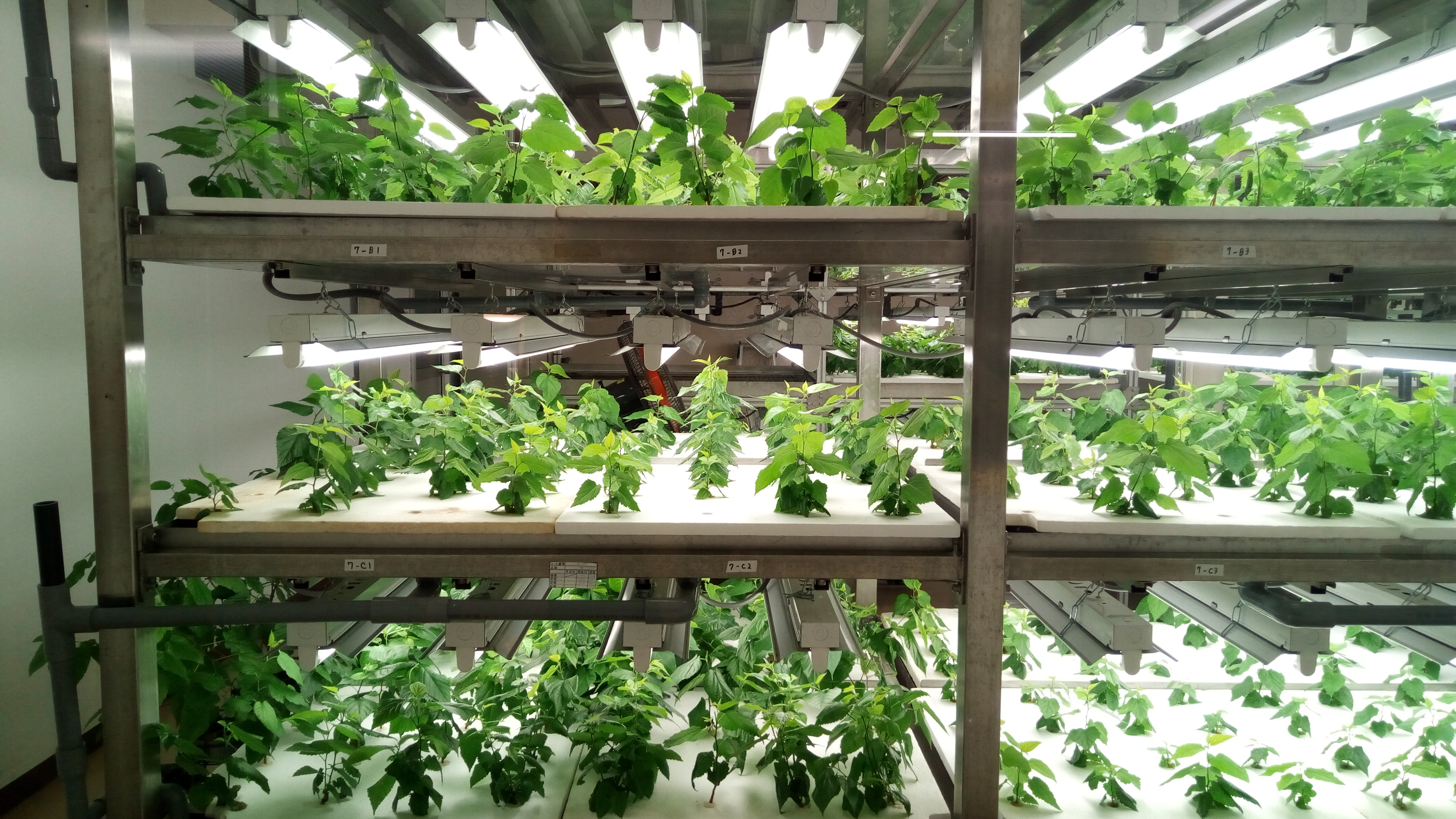
Cultiu hidropònic de morera al Japó.

L'agroforesteria és un mètode de cultiu amb diferents vessants que principalment consisteixen a combinar arbres, arbustos i diferent flora amb el nostre cultiu. D'aquesta manera reduïm l'impacte ecològic de l'agricultura, el terra es manté ric en nutrients i ens aprofitem de les diferents relacions entre vegetals per aconseguir una major producció.

#### Hidrocultiu
L'hidrocultiu o hidroponia és una tècnica de cultiu que no utilitza sòl, basada en la utilització de solucions aquoses enriquides amb els nutrients minerals necessaris per al creixement del cultiu. Presenta certs avantatges com l'estalvi de sòl, un major control dels nutrients usats i l'absència de plagues. Per una altra banda té un consum d'aigua més elevat i el medi aquós afavoreix l'aparició de certs microorganismes.

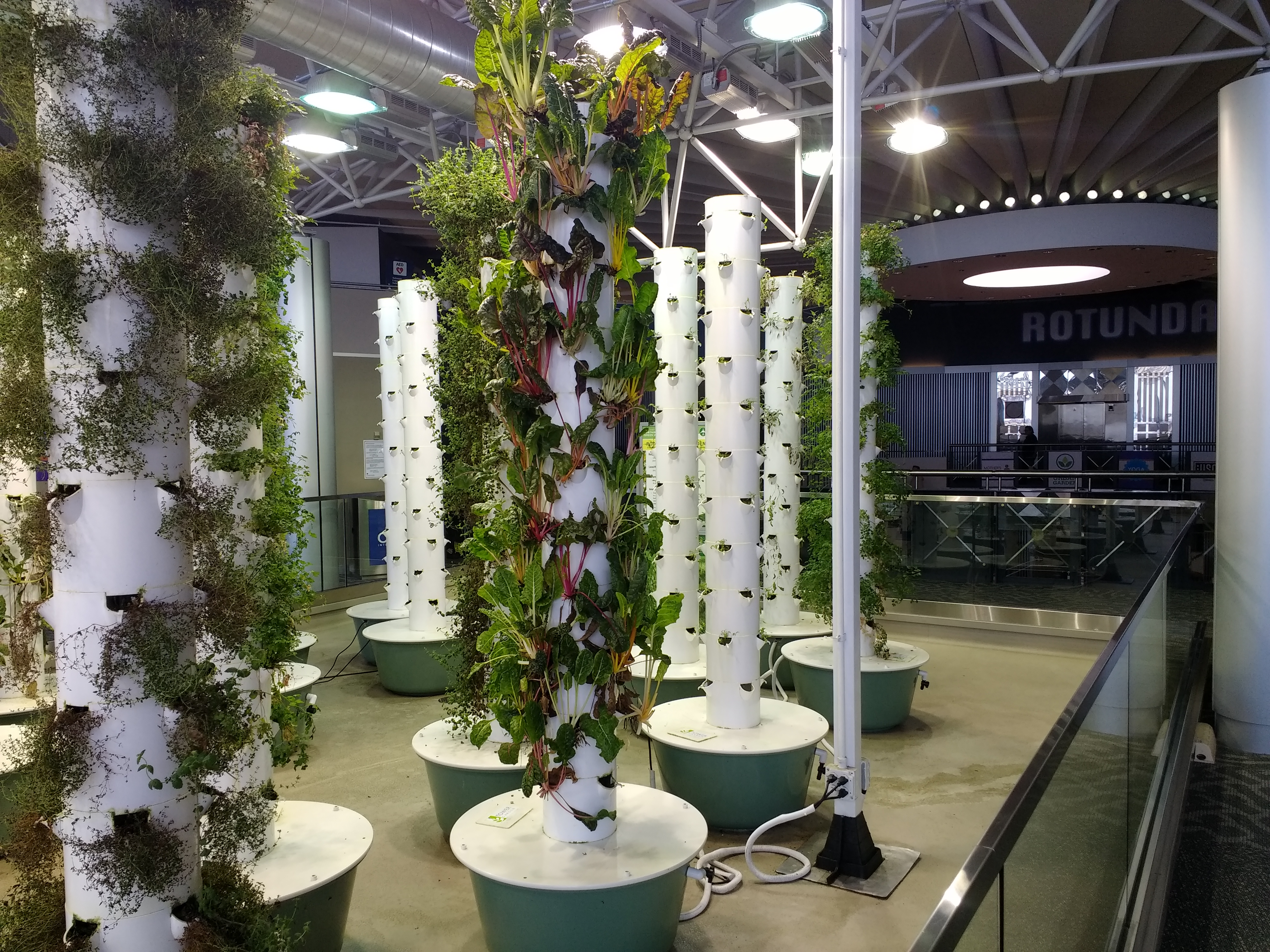
Jardí aeropònic a la terminal 3 de l'aeroport International O'Hare de Chicago.

#### Aeroponia
L'aeroponia és una tècnica que consisteix en el cultiu de vegetals sense l'ús de terra, on les arrels de la planta es troben dins d'un conducte buit i separades de la part superior del vegetal mitjançant una estructura que les manté estables. El transport de nutrients es fa a través de l'aire emprant microgotes d'aigua com a mitjà de transport permetent-ne el creixement. És una eina que va guanyant interès enfocat a les grans metròpolis, on la població segueix augmentant l'espai és reduït i les construccions són molt més verticals. Permetria obtenir abundants fonts d'aliment fent servir edificis d'elevada altura i amb produccions automatitzades.

### Recursos Hídrics
L'aigua, tot i que es troba al voltant del 70% de la superfície del globus, és un recurs molt limitat, ja que l'aigua pot ser utilitzada pel consum humà, els cultius i quasi tota la indústria és només la potable, una ínfima part del volum total d'aigua del planeta. El total d'aigua potable es troba format per rius, aqüífers i glaceres. És un volum d'aigua que no augmenta i es va regenerant constantment a través del cicle de l'aigua, la qual cosa significa que un augment en el seu consum repercuteix en l'aigua disponible per a tota la població.
Actualment, un elevat nombre de persones no poden accedir als recursos d'aigua necessaris i es contempla que aquest grup creixi en els pròxims anys, mentre que el consum d'aigua per part de la indústria i l'agricultura augmenti encara més, exacerbant l'actual conflicte social, polític i ètic.

### Afeccions en la disponibilitat dels recursos
En l'actualitat s'estan patint diversos canvis socials, noves polítiques i canvis climatològics que afecten l'oferta i la demanda de recursos primaris com el sòl i l'aigua.

#### Canvi climàtic
Com que l'augment en la concentració de gasos d'efecte hivernacle a l'atmosfera segueix creixent a un ritme molt alt comparat al de fa unes dècades, s'han realitzat diversos estudis, previsions i models de com l'augment de temperatures, els esdeveniments climatològics extrems més freqüents i la falta de precipitacions en certs indrets afectaran la producció dels cultius. Segons les prediccions fetes els cultius més afectats seran aquells situats en climes actualment tropicals que ja es troben prop de la temperatura màxima per la producció de cereals com l'arròs i blat de moro, aliments clau en la indústria agrícola de qualsevol país. A causa de la falta de pluja prevista en aquestes regions i l'augment de temperatura, es preveu una desertificació que afectaria greument a aquests cultius, al ser de regadiu. En latituds més allunyades de l'equador sí que es pot esperar un augment de les precipitacions i un possible augment de les temperatures que faria el clima, en general, menys hostil; permetent uns millors cultius. No obstant això, si aquest canvi en el clima ve de la mà d'un augment de la freqüència d'esdeveniments climàtics extrems com gelades o pluges torrencials, com ja s'està veient, l'efecte pot ser contrari a l'esmentat.
Un dels altres efectes esperats del canvi climàtic que afectaria la producció alimentaria és l'augment de patògens pels cultius, que actualment ja provoquen unes pèrdues globals del 16%. El canvi climàtic genera canvis als patògens de manera directa i indirecta, mitjançant canvis en l'hoste; a més diferents temperatures i precipitacions condicionarien el cultiu i a la seva microbiota, fent-lo, probablement més susceptible a ser infectat i amb plagues molt més perjudicials.

#### Creixement demogràfic

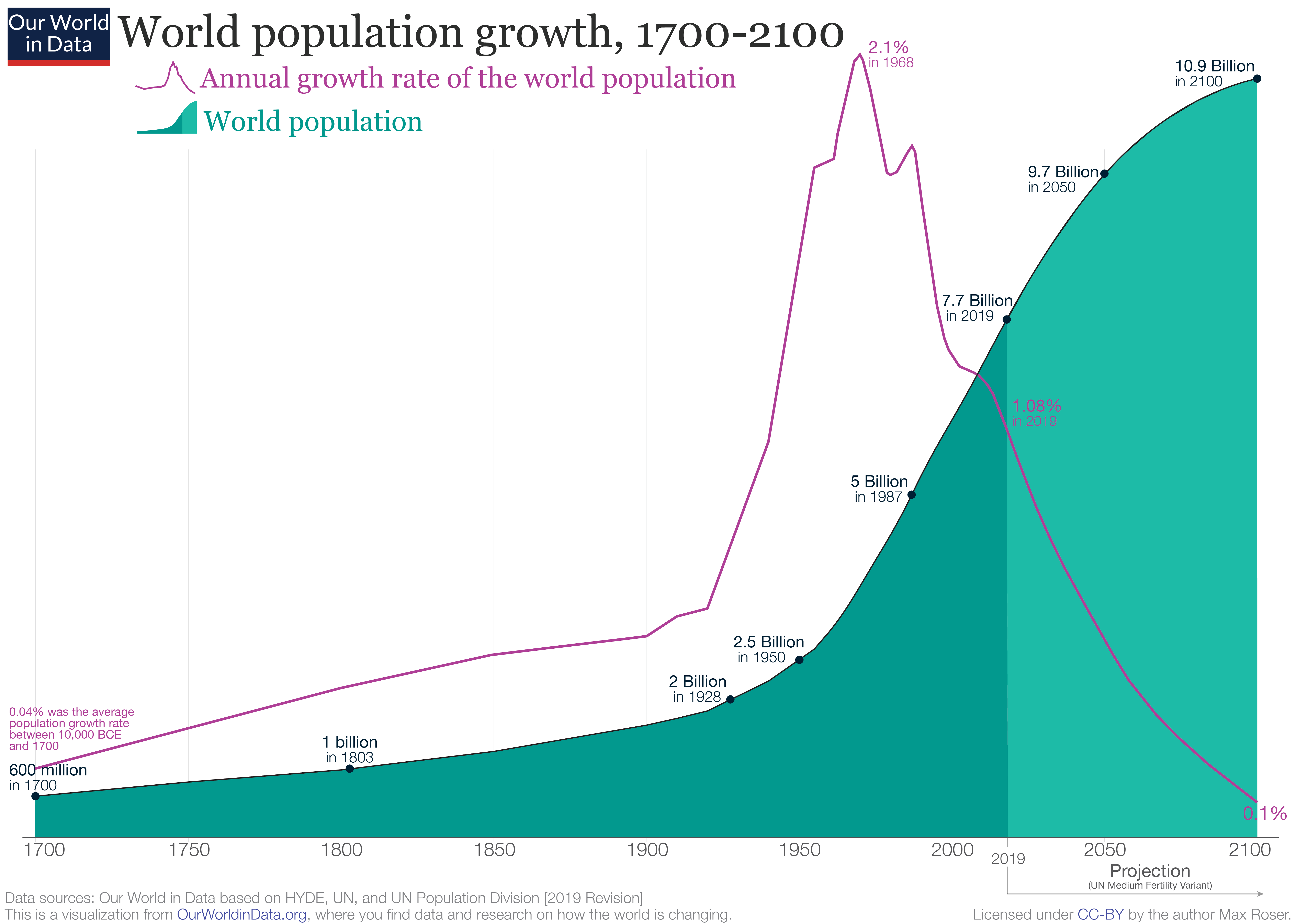
Gràfic del creixement de la població mundial i la velocitat de creixement anual en percentatge des del 1700 a l'actualita. Adiccionalment es fa una estimació de com creixerà fins al 2100.

Actualment la població mundial consta d'aproximadament 7.800 milions de persones i s'estima que la població global el 2050 estigui al voltant dels 9.100 milions. El creixement no és homogeni i s'està produint principalment en països en vies de desenvolupament, sobretot al continent Africà seguit del l'Asiàtic, on la disponibilitat d'aliments i recursos és, generalment, més baixa per a la població.
L'augment de població exigeix un augment de la producció d'aliments per a alimentar-les, això ens fa pensar en un possible límit demogràfic, un nombre de població a partir de la qual ja no és possible produir aliments sense comprometre l'equilibri ecològic. Addicionalment, un augment en la població necessita destinar més sòl i aigua per als nous habitants; desplaçant els recursos disponibles per al sistema alimentari.

#### Canvis en la demanda
A mesura que les diferents regions s'urbanitzen i creixen econòmicament els seus habitants comencen a alimentar-se en més quantitat i finalment acaben augmentant la demanda d'aliments calòricament densos, com és el cas de la carn. Es passa d'una dieta poc abundant i rica en vegetals a una on la carn, que consumeix molts més recursos, guanya presència. Aquest cas s'ha vist en les últimes dècades a la Xina.
Aquests canvis en la demanda no només vénen regits per l'augment de la població, sinó que també hi actuen tendències socials i modes que poden arribar a augmentar considerablement el consum de certs aliments per sobre dels altres.

## Tipus de sistemes alimentaris

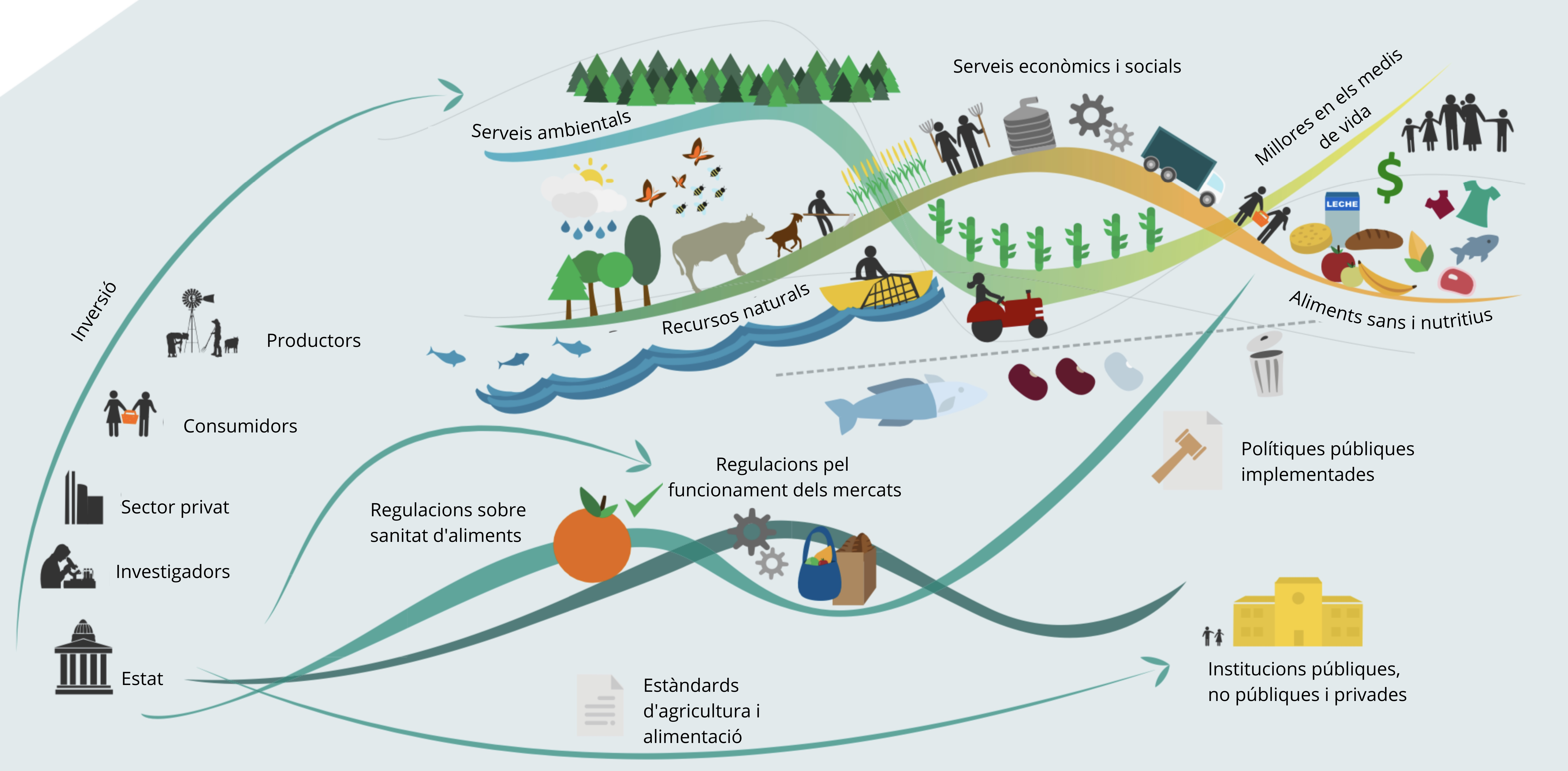
Conjunt d'actors i d'activitats que conformen el sistema alimentari.

Existeixen, com en tot procés, diverses maneres de seguir la cadena d'activitats que conformen el sistema alimentari, ja que no hi ha una única forma de produir, de comercialitzar o de consumir aliments. A més, aquestes formes han anat canviant al llarg de la història. A inicis del S.XIX es va donar una tecnificació del procés, fet que, junt la logística del procés capitalista i marxista, van permetre la transició d'un model camperol a un model agroindustrial. No obstant, personatges com Leach i Pimentel, entre d'altres, defensaven la revalorització del model camperol, creien que aquest es tractava d'un model logístic diferent i no pas una part del que era llavors el nou sistema agroindustrial.
Un model camperol és un sistema tancat de nutrients i energia en el que s'arriba a un equilibri sense necessitat d'un aport extern, i el seu mercat es basa en l'autoconsum tant a nivell local com regional. A diferència del primer, el model agroindustrial es tracta d'un sistema obert, ja que per arribar a un equilibri són necessàries aportacions tant nutritives i energètiques com econòmiques externes, i en aquest cas el mercat es basa en l'exportació.
L'exportació d'aliments porta a la globalització del sistema fent que hi hagi disponibilitat de tota classe d'aliments, almenys pels països desenvolupats del primer món. Aquesta homogeneïtzació ha sigut causa de l'extinció de gran quantitat de produccions locals i conseqüentment, de la desaparició de varietats vegetals i animals.
Els sistemes alimentaris, cada cop més, es regeixen segons les exigències marcades per l'economia de mercat, les empreses multinacionals són les que concentren el negoci i segueixen La Llei de l'Oferta i la Demanda. Aquests fets fan que el lloc geogràfic de producció d'un aliment tingui cada cop menys a veure amb el lloc de consum. L'escala del sistema pren rellevància i segons la relació establerta entre els productors que inicien el procés i aquells que són la cua d'aquest, els consumidors, trobem una possible classificació dels diferents tipus de sistemes alimentaris.

### Tradicional
L'agricultura tradicional es caracteritza per ser simple i poc tecnificada, motiu pel qual no sol ser utilitzada a gran escala sinó més bé per l'autoconsum. Des de l'era neolítica s'ha estat usant aquest sistema, en el qual el rendiment és baix comparat amb altres models de producció, però suficient per a permetre la subsistència dels que la practiquen. El baix rendiment és degut al fet que el procés depèn majorment de la mà d'obra humana, combinada amb una maquinària molt rudimentària, els animals. Un gran desavantatge que té aquest sistema és el fet que el seu rendiment depèn en gran manera de les condicions meteorològiques i del camp emprat per conrear. Podem destacar la gran varietat de diversitat vegetal que s'obté en forma de policultius fent ús d'aquest sistema tradicional. A més, no cal aportar de forma externa fertilitzants ni pesticides, ja que el sòl té temps per recuperar-se i està carregat de nutrients, bacteris fixadors de nitrogen i altres organismes que l'enriqueixen.

### Orgànic
L'agricultura orgànica està adquirint gran importància al sector agrícola de molts països tan desenvolupats com en vies de desenvolupament. La demanda d'aliments produïts orgànicament aporta noves oportunitats de mercart als agricultors i empreses arreu del món. El sector d'aquests aliments orgànics ha sigut majorment privat, però gràcies a la demanda per part dels consumidors, aquests aliments estan trobant el seu lloc al sector públic. És llavors on els països membres necessiten l'ajut de la FAO per establir totes les normes que han de seguir aquests productes per poder ser denominats orgànics, a més de per fer estudis sobre la sostenibilitat que pot aportar l'agricultura orgànica i en definitiva, per intentar harmonitzar les normes orgàniques.
Que un producte estigui etiquetat com a orgànic indica que el seu procés d'elaboració o d'obtenció ho és, i gràcies a l'organització no governamental IFOAM han sigut establertes unes directrius per la producció i elaboració orgàniques.
Un dels requisits dels sistemes orgànics és que no es poden utilitzar insums sintètics, no obstant trobem excepcions. Insums naturals com l'arsènic no estan permesos després d'haver sigut demostrat que és nociu per a la salut humana. Per altra banda, insums sintètics com les feromones d'insectes sí que són compatibles amb una producció orgànica.
Un segon requisit és la rotació dels cultius per tal d' "enfortir" el sòl. És imprescindible complir amb aquests dos requisits per poder parlar d'operacions orgàniques.

### Intensiu
Aquest sistema es basa en una agricultura industrialitzada, en la que la prioritat és obtenir el màxim benefici, deixant en un segon pla les conseqüències negatives que això pugui tenir sobre el medi ambient i la salut de les persones. El que caracteritza aquest sistema és l'ús massiu dels camps per tal d'obtenir un màxim rendiment i perquè això sigui possible s'ha de fer ús de fertilitzants i insecticides. Com a avantatge podem dir que s'aprofita molt més l'espai conreat i que cal menys mà d'obra que en altres casos de producció extensiva. No obstant això, els desavantatges pesen molt més, ja que les conseqüències que té sobre el medi ambient són greus. La producció intensiva fa que el sòl utilitzat es quedi sense nutrients i que aquests hagin de ser aportats externament; es talen boscos per tal d'obtenir més àrea de conreu; l'ús excessiu de pesticides i herbicides fa que els paràsits es tornin resistents; es contaminen les aigües i poden haver-hi fins i tot conseqüències sobre els humans a causa de la gran quantitat de substàncies químiques emprades.

## Estat actual dels diferents sistemes alimentaris

### Països desenvolupats
La forma en la que es produeixen, distribueixen, comercialitzen i consumeixen els aliments ha canviat en les darreres dècades com a conseqüència de la globalització, i el desenvolupament tecnològic. També ha influit el fet que el mercat s'ha obert internacionalment i el lliberament del comerç. Com a conseqüència ens trobem en una situació en què hem explotat els recursos naturals de tal manera que no hi ha pràcticament agricultors; s'estima que el 25% dels sòls del planeta estan degradats. Els sistemes alimentaris es caracteritzen per cadenes de subministre cada cop més integrades verticalment, fet que exigeix una creixent demanda de capital i coneixements científics. Per aquest motiu els petits productors, degut a una manca d'informació i recursos, queden excluits del sistema alimentari. Bàsicament s'incrementa la diferència de possibilitats alimentàries entre el món rural i l'urbà, creant el que es coneix com un "desert alimentari", definit com un territori amb accés limitat a productes frescos i nutritius. En la lògica de l'economia neoliberal l'aliment no és tractat com un dret bàsic sinó com una mercaderia.

### Països en vies de desenvolupament
Alguns països en vies de desenvolupament requereixen de suport extern, degut a que no tenen una independència alimentària. En aquests casos depenen generalment d'actors externs com és la ONG Intermon OXFAM, de les Nacions Unides (Unicef o ACNUR), i d'empreses alimentàries transnacionals com Nestlé. La dieta en aquests països també està relacionada amb l'agricultura de subsistència i la domesticació i caça d'animals. Altres societats mantenen una economia basada en l'agricultura itinerant, en la que cremen i talen arbres per poder crear camps on poder cultivar. Alguns exemples són els cultius de blat de moro a l'Àfrica i els de batata, arròs i plàtan a Sud-amèrica.
Un dels països on hi ha una major desigualtat econòmica entre els seus habitants és el Brasil i com és d'esperar aquesta es veu reflectida en l'alimentació. Estudis realitzats ens informen que les famílies més riques inverteixen nomes un 5% de la seva renda en l'alimentació, mentre que les famílies més pobres un 26% de la renda mensual s'inverteix en aliments. El tipus d'aliments en els que s'inverteix aquest capital depèn molt de la demanda, moltes vegades influenciada per la publicitat, però el ventall de productes consumits en aquests països sol estar concentrat en pocs productes. El Brasil, com la majoria de països en vies de desenvolupament tenen un consum de proteïna vegetal (cereals, fuites, llet i derivats, entre d'altres) molt superior al dels països desenvolupats i això és degut al fet que el valor de la proteïna animal és molt superior, ja que pel general és de millor qualitat. La guia alimentària per a la població brasilenya recomana que la base de l'alimentació siguin aliments naturals o mínimament processats (com arròs, verdures, llegums, fruites, ous i llet), també que es limiti el consum d'aliments processats, així com també recomana evitar el consum d' ultraprocessats.
L'augment de la demanda de productes orgànics per part dels països desenvolupats ha aportat noves oportunitats a aquests països en vies de desenvolupament, ja que molts han pogut començar a comercialitzar i exportar els seus productes orgànics (fruites tropicals, el cotó o herbes) obtenint així uns ingressos que no tenien abans. No obstant, és molt difícil que aquests puguin entrar en el mercat internacional degut a que cal un capital mínim per tal que els productes passin per controls que assegurin les bones condicions d'aquests i també que siguin sotmesos a inspeccions que confirmin que realment poden ser etiquetats com orgànics. En el cas del Brasil només un 10% de la producció agrària és destinada a l'exportació.

## Problemàtica dels sistemes alimentaris convencionals
Avui en dia els sistemes que han acabat dominant el mercat han estat aquells que han fet servir mètodes industrialitzats amb l'objectiu de maximitzar l'economia d'escala. Els anomenats sistemes alimentaris convencionals són aquells que tenen com a imperatiu l'eficiència operacional i tot el que se'n deriva d'aquest objectiu prioritari. Tot i que els efectes d'aquest model tenen conseqüències en l'àmbit social, econòmic i mediambiental, el que ha arribat a posicionar-se d'entre els principals objectius de la unió europea és el problema de la sostenibilitat dels sistemes alimentaris i l'impacte en el medi ambient.
Els símptomes més greus que s'han diagnosticat i que fan que els sistemes alimentaris convencionals no siguin sostenibles son sobretot l'esgotament dels recursos naturals i l'impacte sobre l'ecosistema.
Pel que fa als recursos, són molt variats i es podrien resumir en energia, aigua, nutrients i la mateixa terra llaurable. En el cas de l'energia, és evident que l'ús de combustibles fòssils és el que ha permès tota la mecanització e industrialització de tant l'agricultura com la ramaderia. Segons la FAO, el 30% del consum d'energia primària mundial pertany al sector de l'alimentació. Concretament, dins del sistema alimentari actual, la part de l'agricultura (incloent-hi la part de conreu i cria d'animals) és la fase que més energia consum en tot el sistema, arribant a ser responsable de gairebé un terç del consum d'energia total de la cadena de subministrament d'aliments. Des del punt de vista hídric, els cultius necessiten d'una irrigació constant, i aquesta necessitat de grans quantitats d'aigua arriba a ser un 70% de tot l'ús d'aigua dolça a escala global. La principal preocupació llavors és el fet que els aqüífers d'on s'extreu aquest recurs no es reomplen a una velocitat suficient per a igualar la velocitat d'extracció i en conseqüència esdevé un recurs no-renovable. Aquest és un dels motius perquè en els últims anys s'ha estat parlant de la crisi de l'aigua. Ara bé, si parlem dels nutrients que es fan servir per a l'obtenció dels aliments, els més destacables són les problemàtiques relacionades amb el fosfat, potassi i amoníac usats en la fabricació de fertilitzants. En el cas del fosfat i el potassi, provenen d'un nombre finit de minerals i, per tant, un altre recurs no renovable. Mentre que el cas de l'amoníac és particular, ja que s'obté mitjançant el procés Haber-Bosch, on l'input d'energia principal prové del gas natural i carbó entre d'altres. En definitiva, els processos per tal d'aconseguir aquests components pels fertilitzants encara s'obtenen mitjançant l'ús de combustibles fòssils i no es poden considerar sostenibles com a tal. Finalment, un dels elements que més pateix durant tota la cadena de producció d'aliments dins del sistema alimentari és el mateix terra. L'erosió és la principal adversitat a la qual fa front el terra cultivable en l'àmbit agricultural. Segons la FAO, el ritme d'erosió del terra conreable a escala mundial ha arribat a ser de 8-9 M ha/any, havent afectat ja a 2000 milions d'hectàrees.
En l'àmbit del medi ambient, els aspectes que més es mencionen quan parlem dels efectes que tenen els sistemes alimentaris són: producció de gasos d'efecte hivernacle, eutrofització i pèrdua de la biodiversitat. En primer lloc, els sistemes actuals de producció d'aliments contribueixen al canvi climàtic, ja que són responsables d'un total del 19%-29% dels gasos d'efecte hivernacle, dels quals un 80%-86% provenen de l'agricultura com a tal. La resta correspon a altres parts del procés com ara: producció de fertilitzants, empaquetament, distribució i refrigeració. Un dels altres efectes mediambientals és l'eutrofització, que fa referència a com el paradigma actual dels sistemes contemporanis són els responsables d'una càrrega massa elevada de nutrients i altres components derivats de l'agricultura en l'aigua. De fet, ha sigut demostrat que l'agricultura n'és el principal motiu d'eutrofització de les conques arreu del món. Per acabar, la biodiversitat en aquest cas, es veu negativament afectada. El motiu principal és la conversió d'espais naturals com per exemple: els boscos, en terreny conreable i destinat a la ramaderia. De fet, una anàlisi de l'impacte de la llaurança del terra en aquest aspecte no és fàcil. Dels pocs exemples a escala quantitativa, en disposar-ne de moltes dades, seria el cas dels ocells. Segons la base de dades BirdLife International World Database, tant la ramaderia com la conversió de terreny per usos agrícoles i ramaders comporta l'amenaça més gran pels ocells. Concretament un 37% de totes les que hi ha llistades.
En definitiva, els sistemes alimentaris convencionals no són sostenibles i es necessita una transformació urgent per a poder transitar cap a un sistema alimentari sostenible i garantir una alimentació a les futures generacions. En la Food Systems Summit 2021 organitzada per Nacions Unides, els mateixos grups d'experts i científics exposaren la gran importància d'introduir els canvis fruits d'aquesta transformació a la forma en la qual: produïm menjar, processem, fem comerç i la consumim.

## Malbaratament d'aliments
Com qualsevol classe de sistema, existeixen pèrdues. És a dir, no són eficients al 100% i com a conseqüència hi haurà diferents punts al llarg de tot el procés en el qual es produeixen dites pèrdues. Segons la FAO, el malbaratament alimentari es defineix com:
"Tot el material comestible destinat al consum humà, que s'origina en qualsevol punt de la cadena de subministrament d'aliments que és descartat, perdut, degradat o consumit per plagues"
En general, s'estima que globalment les pèrdues assoleixen un total de 2600 kcal/capita/dia. Ara bé, aquestes no es produeixen de forma uniforme al llarg de la cadena. Hi ha punts calents i inclús varien en funció d'en quin país estiguem. Per exemple, hi ha molta diferència entre països desenvolupats i aquells que encara estan en vies de desenvolupament. En el cas d'Europa i Nord Amèrica, es calcula que es perden uns 280-300 kg de menjar/capita/any, mentre que en zones com l'Àfrica subsahariana, Sud i Sud-est Asiàtic baixen fins als 120-170 kg/capita/any. Si mirem al llarg de tota la cadena de subministrament d'aliments, en els països que encara s'estan desenvolupant, la major part de les pèrdues es troben al principi, ja que tenen pitjor tecnologia i infraestructura per la producció i distribució de l'aliment. Al contrari, els països del primer món presenten els seus punts calents de malbaratament d'aliments en la fase de consum, arribant a suposar un 40% del total de les pèrdues de tota la cadena. La magnitud del problema resulta impactant, ja que només amb la quantitat descartada per Europa i Nord Amèrica (30-50% dels aliments que reben) es podria alimentar tres cops tots els afamats del món.
Tenint en compte aquest problema, les institucions estan aplicant tota una sèrie de normatives i línies de treball per intentar disminuir la gravetat d'aquesta preocupació. Un gran exemple és la Llei de prevenció de les pèrdues i el malbaratament alimentaris a Catalunya aprovada el març de 2020 i que ajudarà a assolir els SDG de fam zero i a més a més, proposa reduir en un 50% el malbaratament alimentari en un 50% l'any 2030. A partir de dades de 2010, a Catalunya, el malbaratament alimentari de les llars, comerços i restauració és d'unes 262.471 tones anuals. És a dir, un 7% dels aliments adquirits.
E inclús existeixen precedents de comunitats que ja van començar a aplicar mesures per reduir les despeses d'aliments i contribuir a aquest corrent d'estalvi i prevenció del malbaratament tan necessària. És el cas de l'hospital de Sant Pau de Barcelona. Mitjançant una digitalització del procés gràcies al qual els pacients demanen el menjar, cada individu demana només el menjar que vol consumir. El que es feia abans d'aquesta nova implementació era demanar un menú complet per pacient. D'aquesta manera, els treballadors de les cuines de l'hospital han aconseguit que els residus alimentaris disminueixin un 20%.

## Transició cap a un sistema alimentari sostenible
Tenint en compte que la distribució del poder és desigual en el sistema alimentari, l'impacte de la transició dependrà de la redistribució d'aquest dins el sistema i la resistència al canvi per part de les parts interessades. De fet, aquesta és la raó per la qual tant el poder com la política s'han de tenir en compte en les investigacions científiques per poder fer bones estimacions i prediccions sobre la trajectòria del canvi.
Ara bé, també s'ha d'afegir una limitació a l'hora de fer el treball i és que la població del planeta no para de pujar. Es preveu que per 2050 el creixement de la població mundial faci que la demanda de menjar augmenti entre un 50% i un 70%.
El repte es converteix llavors en l'increment de la producció mantenint els objectius de sostenibilitat, fet que és descrit per Pretty and Bharucha com a intensificació sostenible, és a dir, totes les pràctiques i dinàmiques portades a terme amb l'objectiu d'avançar cap a un sistema alimentari més sostenible. De forma més específica, existeixen tres passos importants a tenir en compte: eficiència, substitució i redisseny. L'eficiència fa referència millorar la manera en què s'usen els recursos, mentre que la substitució recalca la necessitat de triar tecnologies alternatives que millorin la sostenibilitat. Dels quals el redisseny és essencial perquè els altres dos puguin tenir èxit. I com a conclusió que sense un canvi d'infraestructura redissenyat amb principis sostenibles com a força impulsora, no s'arribarà enlloc.
El redisseny requereix de l'ús del capital disponible per promoure un canvi de paradigma en el qual lluitem per la conservació de la biodiversitat, la qualitat de l'aigua i la salut del terra entre d'altres. Aquest, però hi ha d'abastar nivells molt diversos, els més importants són: social, institucional i agricultural.

### Redisseny social
En aquest aspecte, els canvis s'han de donar en com concebem l'alimentació i que per poder esdevenir un sistema sostenible s'han de fer millores. Canvis quant a consum per part dels compradors, però també tenint informació que ho justifiqui. Principalment s'haurien de millorar: la transparència de la cadena de producció d'aliments, l'accés a la informació per part de tots els actors del procés de producció i sistema de vendes, traçabilitat i seguretat dels productes i en general la comunicació dels participants del sistema alimentari.

### Redisseny institucional

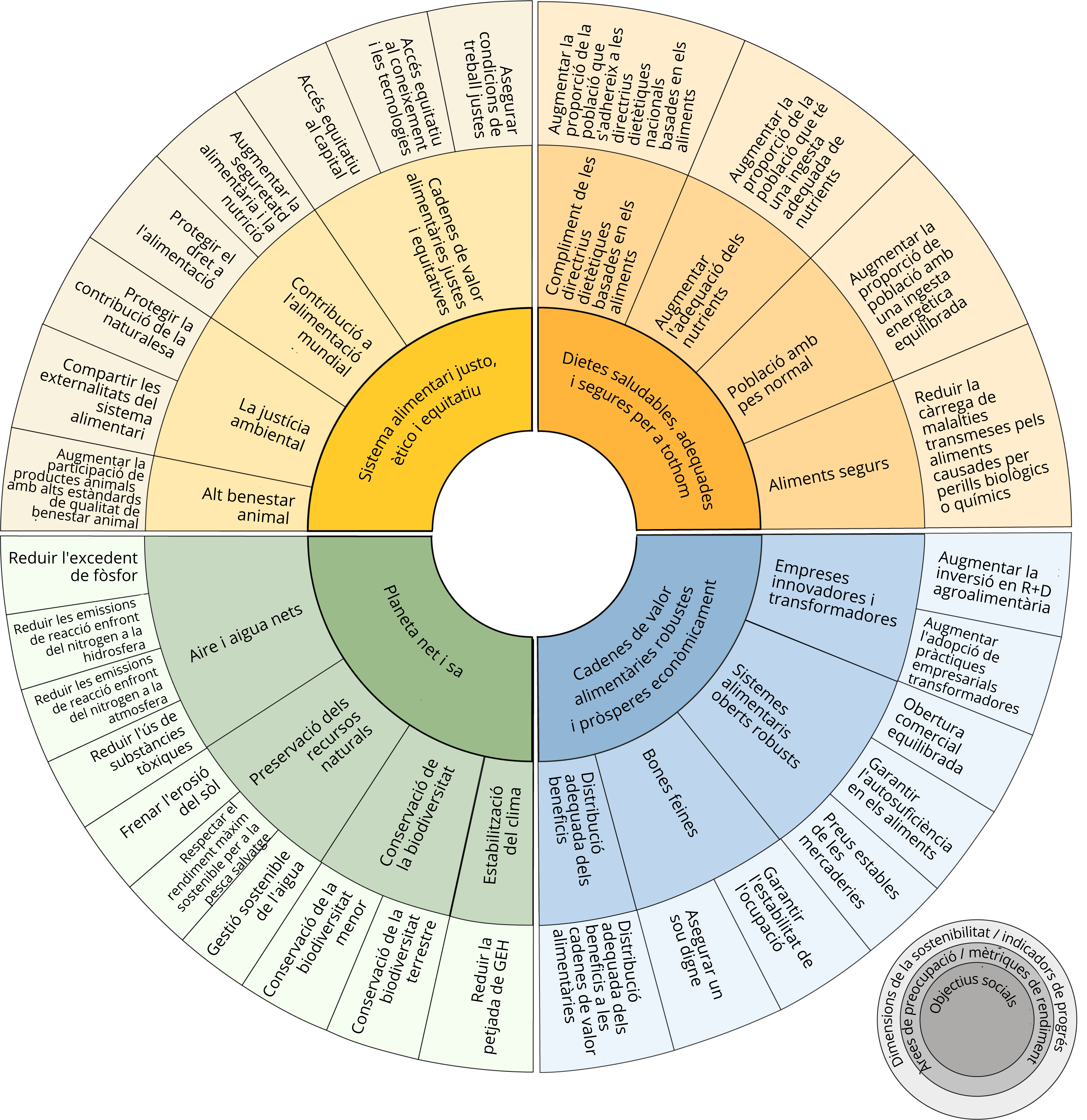
Brúixola de sostenibilitat conformada per les dimensions ideals a tenir en compte per tal que un sistema alimentari sigui sostenible.

Tot i el reconeixement de la necessitat d'una transició, les persones encarregades de prendre decisions a l'hora de l'elaboració de noves polítiques per servir a aquest fi es troben amb serioses dificultats. Sobretot a causa del fet que els sistemes alimentaris són molt complexos i la seva legislació involucra dominis molt diversos de caràcter legislatiu i judicial. És per això que molts autors proposen el que s'anomena la teoria de la brúixola de sostenibilitat. La brúixola és una eina dissenyada per ajudar al procés d'elaboració de noves polítiques referents als sistemes alimentaris tenint en compte múltiples aspectes i marcs d'anàlisi amb l'objectiu d'assolir objectius sostenibles. Els quatre punts principals que componen la brúixola són:
1. Dietes adequades, saludables i segures.
2. Un planeta net i saludable.
3. Sistemes alimentaris econòmicament solvents i que contribueixin al bé comú.
4. Sistemes alimentaris justos, equitatius i ètics.

### Redisseny agricultural
Existeixen innumerables alternatives, projectes, idees i iniciatives per millorar els processos agriculturals des del punt de vista sostenible. La diferència entre ells és el punt d'aplicació dins del terme tan general que és l'agricultura. Es poden classificar de moltes maneres, però de forma general els que tenen impactes significatius acaben essent:
- Control de les plagues i l'ús de l'aigua.
- Agricultura de conservació i sistemes intensius a petita escala.
- Redisseny del farratge i el paper dels arbres als sistemes alimentaris.